# 羅伊·法雷爾
羅伊·法雷爾(1912年6月19日—1996年1月3日）是一位美國企業家，他與悉尼迪根一起成立了國泰航空公司。曾參與二戰中的駝峰航線任務。

## 早年
法雷爾出生於德克薩斯州的弗農。他在第二次世界大戰期間去了中國，並最終於1945年在上海開始了出口業務（羅伊法雷爾進出口公司)。